# Arrondissement de Calvi
L'arrondissement de Calvi est une division administrative française, située dans la circonscription départementale de la Haute-Corse et le territoire de la collectivité de Corse.

## Composition

### Découpage antérieur à 2015
Liste des cantons de l'arrondissement de Calvi :
- canton de Belgodère ;
- canton de Calenzana ;
- canton de Calvi ;
- canton de la Conca-d'Oro ;
- canton du Haut-Nebbio ;
- canton de l'Île-Rousse.

Le 1er janvier 2010, les cantons de La Conca-d'Oro et du Haut-Nebbio sont transférés de l'arrondissement de Bastia à celui de Calvi.

### Découpage communal depuis 2015
Depuis 2015, le nombre de communes des arrondissements varie chaque année soit du fait du redécoupage cantonal de 2014 qui a conduit à l'ajustement de périmètres de certains arrondissements, soit à la suite de la création de communes nouvelles. Le nombre de communes de l'arrondissement de Calvi reste quant à lui inchangé depuis 2015 et égal à 51.
Au 1er janvier 2024, l'arrondissement groupe les 51 communes suivantes :
1. Algajola
2. Aregno
3. Avapessa
4. Barbaggio
5. Belgodère
6. Calenzana
7. Calvi
8. Cateri
9. Corbara
10. Costa
11. Farinole
12. Feliceto
13. Galéria
14. L'Île-Rousse
15. Lama
16. Lavatoggio
17. Lumio
18. Manso
19. Mausoléo
20. Moncale
21. Montegrosso
22. Monticello
23. Murato
24. Muro
25. Nessa
26. Novella
27. Occhiatana
28. Oletta
29. Olmeta-di-Tuda
30. Olmi-Cappella
31. Palasca
32. Patrimonio
33. Pietralba
34. Piève
35. Pigna
36. Pioggiola
37. Poggio-d'Oletta
38. Rapale
39. Rutali
40. Saint-Florent
41. San-Gavino-di-Tenda
42. Sant'Antonino
43. Santa-Reparata-di-Balagna
44. Santo-Pietro-di-Tenda
45. Sorio
46. Speloncato
47. Urtaca
48. Vallecalle
49. Vallica
50. Ville-di-Paraso
51. Zilia

## Démographie
En 2022, l'arrondissement comptait 31 403 habitants.
| 1968   | 1975   | 1982   | 1990   | 1999   | 2006   | 2011   | 2016   | 2021   |
| ------ | ------ | ------ | ------ | ------ | ------ | ------ | ------ | ------ |
| 17 065 | 18 702 | 20 157 | 21 556 | 23 877 | 19 395 | 56 221 | 29 576 | 31 219 |

| 2022   | - | - | - | - | - | - | - | - |
| ------ | - | - | - | - | - | - | - | - |
| 31 403 | - | - | - | - | - | - | - | - |

## Sous-préfets
| Période       | Période | Identité              | Fonction précédente | Observation                                    |
| ------------- | ------- | --------------------- | ------------------- | ---------------------------------------------- |
| ...           |         |                       |                     |                                                |
| 1er mars 1982 |         | Pierre-Henry Maccioni |                     | sous-préfet de 2e classe, sous-préfet de Calvi |
| ...           |         |                       |                     |                                                |
| 2016          | 2019    | Jérôme Seguy          |                     |                                                |
| ...           |         |                       |                     |                                                |